# 31 pr. n. št.
31 pr. n. št. je bilo po julijanskem koledarju navadno leto, ki se je začelo na torek, sredo ali četrtek, ali pa prestopno leto, ki se je začelo na torek (različni viri navajajo različne podatke). Po proleptičnem julijanskem koledarju je bilo navadno leto, ki se je začelo na torek.
V rimskem svetu je bilo znano kot prvo leto sokonzulstva Antonija Oktavijana, pa tudi kot leto 723 ab urbe condita.
Oznaka 31 pr. Kr. oz. 31 AC (Ante Christum, »pred Kristusom«), zdaj posodobljeno v 31 pr. n. št., se uporablja od srednjega veka, ko se je uveljavilo številčenje po sistemu Anno Domini.

## Dogodki
- 2. september - bitka pri Akciju: rimski cesar Oktavijan premaga mornarico pod poveljstvom Marka Antonija in Kleopatre VII.
- na planoti v Judejski puščavi je končana trdnjava Masada, ki jo je dal zgraditi Herod Veliki.

## Rojstva
- Aristobul IV., princ Judeje († 7 pr. n. št.)
- Tiruvaluvar, tamilski pesnik in filozof

## Smrti
- Artavazd II. Armenski (* ni znano)
- Gnej Domicij Ahenobarb, rimski general in politik